# Nāḩiyat as Sīsnīyah
Nāḩiyat as Sīsnīyah (arabiska: ناحية السيسنية) är ett subdistrikt i Syrien.   Det ligger i provinsen Tartus, i den västra delen av landet, 140 km norr om huvudstaden Damaskus.
Trakten runt Nāḩiyat as Sīsnīyah består till största delen av jordbruksmark. Runt Nāḩiyat as Sīsnīyah är det tätbefolkat, med 427 invånare per kvadratkilometer.